# Cryptopodia pan
Cryptopodia pan is een krabbensoort uit de familie van de Parthenopidae. De wetenschappelijke naam van de soort is voor het eerst geldig gepubliceerd in 1906 door Laurie.